# Tennis ai XII Giochi del Mediterraneo
Il torneo di tennis dei XII Giochi del Mediterraneo ha previsto 4 gare: 2 maschili e 2 femminili. Quelli maschili sono stati divisi in singolare e doppio così come quelli femminili.

## Podi

### Uomini
| Evento                      | Oro                                   | Argento                                       | Bronzo                                    |
| Singolo maschile (dettagli) | Younes El Aynaoui                     | Jordi Burillo Puic                            | Alberto Berasategui                       |
| Doppio maschile (dettagli)  | Italia Massimo Bertolini Mosè Navarra | Spagna Alberto Berasategui Jordi Burillo Puic | Marocco Younes El Aynaoui Mohamed Ridaoui |

### Donne
| Evento                       | Oro                               | Argento                               | Bronzo                            |
| Singolo femminile (dettagli) | Maja Murić                        | Virginia Ruano                        | Lea Ghirardi                      |
| Doppio femminile (dettagli)  | Croazia Maja Murić Silvija Talaja | Francia Carole Lucarelli Lea Ghirardi | Spagna Virginia Ruano Eva Jimenez |

## Medagliere
| Posizione | Paese   |   |   |   | Totale |
| --------- | ------- | - | - | - | ------ |
| 1         | Croazia | 2 | 0 | 0 | 2      |
| 2         | Marocco | 1 | 0 | 1 | 2      |
| 3         | Italia  | 1 | 0 | 0 | 1      |
| 4         | Spagna  | 0 | 3 | 2 | 5      |
| 5         | Francia | 0 | 1 | 1 | 2      |
| Totale    | Totale  | 4 | 4 | 4 | 12     |